# Murexia melanura
Murexia melanura is een buidelmuis uit het geslacht Murexia. De wetenschappelijke naam van de soort werd voor het eerst geldig gepubliceerd door Oldfield Thomas in 1899. De soort werd van 2002 tot 2007 als enige soort in het geslacht Murexechinus geplaatst, op basis van morfologische kenmerken, maar uit diverse genetische analyses bleek dat de soort in het geslacht Murexia thuishoort.

## Kenmerken
M. melanura is een klein, ratachtig roofbuideldier dat sterk varieert in kleur en grootte. De kleur varieert van zeer saai tot zeer licht en gekleurd. Bij de oren zitten meestal kastanjebruine vlekken. De onderkant van het lichaam is lichter dan de bovenkant. De voeten zijn geelbruin; de achtervoeten zijn meer behaard en donkerder dan de voorvoeten. De dunne, zwarte staart wordt naar de punt toe steeds korter. Mannetjes zijn iets groter dan vrouwtjes en dieren die op grotere hoogte voorkomen zijn kleiner dan dieren uit het laagland. De totale lengte bedraagt voor mannetjes gemiddeld 256 mm en voor vrouwtjes gemiddeld 230 mm, de staartlengte respectievelijk 135 en 130 mm, de achtervoetlengte 22,55 en 21,44 mm, de oorlengte 15,92 en 15,65 mm en de schedellengte 27,30 en 25,99 mm.

## Voorkomen
De soort komt voor in Nieuw-Guinea en op het nabijgelegen eiland Normanby, tot op 2800 m hoogte. Het voorkomen van M. melanura op Normanby is slechts op één exemplaar gebaseerd, AMNH 159473, dat op 820 m hoogte op Mount Pabinama is gevangen. Dit exemplaar heeft een kop-romplengte van 165 mm en een schedellengte van 36,83 mm, veel groter dan op het vasteland. Verder verschilt hij echter niet van exemplaren van het vasteland, zodat hij momenteel toch tot M. melanura wordt gerekend, al is het dier ook al in onbeschreven soorten geplaatst.